# Foad Yamall Maziri Cuadrado
Foad Yamall Maziri Cuadrado (Valledupar, Cesar, Colombia; 6 de diciembre de 1973) es un exfutbolista colombiano. Jugaba de lateral izquierdo, tuvo la mejor etapa de su carrera en América de Cali. Desde 2023 dirige al Cortuluá Femenino.

## Reseña biográfica
Foad Maziri Cuadrado debutó con el cuadro escarlata el 28 de noviembre de 1993 mientras era entrenador Francisco Maturana, para la temporada siguiente fue cedido al Guadalajara de Buga entonces filial de los diablos rojos en la Primera B, regreso en 1996 bajo la dirección de Diego Edison Umaña consolidándose como lateral izquierdo y jugador promesa disputando la final de Copa Libertadores 1996; hizo parte del equipo campeón en 1997 pero tras una reglar campaña del club en 1998 sería cedido a Millonarios, haciendo parte del mayor invicto de la historia del fútbol colombiano de 29 partidos sin perder en 1999. 
Regreso en la campaña 2000 al América donde se convertiría en capitán y referente indiscutido del equipo entonces dirigido por Jaime de La Pava que logró el histórico tricampeonato, sorpresivamente en la temporada 2003 salió sin mucha explicación del elenco escarlata y tendría pasos no muy recordados por el Deportes Tolima, Centauros Villavicencio y Chicó F.C donde termina su carrera.
Actualmente trabaja con la secretaría del deporte de la ciudad de Cali, Valle del Cauca, Colombia.

## Selección nacional
Estuvo en varias convocatorias de la Selección de fútbol de Colombia a finales de la década de los años 90, aunque nunca se pudo consolidar como titular sumaria 7 encuentros.

### Participaciones enEliminatorias al Mundial
| Eliminatoria                                | Sede del Mundial       | Posición               | Resultado   | PJ                                 | GA | Asis |
| ------------------------------------------- | ---------------------- | ---------------------- | ----------- | ---------------------------------- | -- | ---- |
| Eliminatorias Mundial de Francia 1998       | Francia                | 3°lugar 28pts          | Clasificado | 0 (una convocatoria como suplente) | 0  | 0    |
| Eliminatorias Mundial de Corea y Japón 2002 | Corea del Sur y Japón  | 6°lugar 27pts          | Eliminado   | 2                                  | 0  | 0    |
| Total en Eliminatorias                      | Total en Eliminatorias | Total en Eliminatorias | 1/2         | 2                                  | 0  | 0    |

## Clubes

### Como jugador
| Club                    | País     | Año       |
| ----------------------- | -------- | --------- |
| América de Cali         | Colombia | 1993–1999 |
| Millonarios             | Colombia | 1999      |
| América de Cali         | Colombia | 2000–2002 |
| Deportes Tolima         | Colombia | 2003      |
| Centauros Villavicencio | Colombia | 2003      |
| Chicó F.C.              | Colombia | 2004      |

### Como entrenador
| Club              | País     | Año           |
| ----------------- | -------- | ------------- |
| Cortuluá Femenino | Colombia | 2023-presente |

## Estadísticas como jugador

### Clubes
| Club                               | Div.          | Temporada         | Liga  | Liga  | Copas nacionales | Copas nacionales | Copas internacionales | Copas internacionales | Total | Total |
| Club                               | Div.          | Temporada         | Part. | Goles | Part.            | Goles            | Part.                 | Goles                 | Part. | Goles |
| ---------------------------------- | ------------- | ----------------- | ----- | ----- | ---------------- | ---------------- | --------------------- | --------------------- | ----- | ----- |
| América de Cali · Colombia         | 1.ª           | 1993-99 y 2000-02 | 312   | 6     | ―                | ―                | 45                    | 1                     | 357   | 7     |
| América de Cali · Colombia         | Total club    | Total club        | 312   | 6     | 0                | 0                | 45                    | 1                     | 357   | 7     |
| Millonarios · Colombia             | 1.ª           | 1999              | 40    | 0     | ―                | ―                | —                     | —                     | 40    | 0     |
| Millonarios · Colombia             | Total club    | Total club        | 40    | 0     | 0                | 0                | 0                     | 0                     | 40    | 0     |
| Deportes Tolima · Colombia         | 1.ª           | 2003              | 12    | 0     | ―                | ―                | —                     | —                     | 12    | 0     |
| Deportes Tolima · Colombia         | Total club    | Total club        | 12    | 0     | 0                | 0                | 0                     | 0                     | 12    | 0     |
| Centauros Villavicencio · Colombia | 1.ª           | 2003              | 12    | 0     | ―                | ―                | —                     | —                     | 12    | 0     |
| Centauros Villavicencio · Colombia | Total club    | Total club        | 12    | 0     | 0                | 0                | 0                     | 0                     | 12    | 0     |
| Chicó FC · Colombia                | 1.ª           | 2004              | 4     | 0     | ―                | ―                | —                     | —                     | 4     | 0     |
| Chicó FC · Colombia                | Total club    | Total club        | 4     | 0     | 0                | 0                | 0                     | 0                     | 4     | 0     |
| Total carrera                      | Total carrera | Total carrera     | 380   | 6     | 0                | 0                | 45                    | 1                     | 425   | 7     |

### Selección
| Mayores · Colombia                                            | 1999                       | 5 | 0 | — | — | — | — | 5 | 0 |
| Mayores · Colombia                                            | 2000                       | — | — | 2 | 0 | — | — | 2 | 0 |
| Mayores · Colombia                                            | Total                      | 5 | 0 | 2 | 0 | 0 | 0 | 7 | 0 |
| Total Selecciones Colombia                                    | Total Selecciones Colombia | 5 | 0 | 2 | 0 | 0 | 0 | 7 | 0 |
| (1) Incluye los partidos de: Eliminatorias mundialistas 2002. |                            |   |   |   |   |   |   |   |   |

## Estadísticas como entrenador
| Cortuluá Femenino · Colombia | 1.ª                 | 2023                | 0 | 0 | 0 | 0 | - | - | - | - | - | - | - | - | 0 | 0 | 0 | 0 | 50% |
| Cortuluá Femenino · Colombia | Total               | Total               | 0 | 0 | 0 | 0 | 0 | 0 | 0 | 0 | 0 | 0 | 0 | 0 | 0 | 0 | 0 | 0 | 50% |
| Total en su carrera          | Total en su carrera | Total en su carrera | 0 | 0 | 0 | 0 | 0 | 0 | 0 | 0 | 0 | 0 | 0 | 0 | 0 | 0 | 0 | 0 | 50% |
| 1. 2.                        |                     |                     |   |   |   |   |   |   |   |   |   |   |   |   |   |   |   |   |     |

## Palmarés

### Torneos nacionales
| Título           | Club            | País     | Año     |
| ---------------- | --------------- | -------- | ------- |
| Primera División | América de Cali | Colombia | 1996-97 |
| Primera División | América de Cali | Colombia | 2000    |
| Primera División | América de Cali | Colombia | 2001    |
| Torneo Apertura  | América de Cali | Colombia | 2002    |